# Moos (Deggendorf járás)
Moos település Németországban, azon belül Bajorországban. Lakosainak száma 2375 fő (2023. december 31.). Moos Deggendorf, Buchhofen, Aholming, Plattling, Niederalteich és Osterhofen községekkel határos.

## Népesség
A település népessége az elmúlt években az alábbi módon változott:
| Lakosok száma | 703  | 1349 | 1217 | 1851 | 2160 | 2194 | 2254 | 2308 | 2338 | 2375 |
|               | 1875 | 1950 | 1975 | 1987 | 2012 | 2014 | 2016 | 2017 | 2021 | 2023 |